# Jan Carlzon
Jan Gösta Carlzon, ursprungligen Karlsson, född 25 juni 1941 i Nyköping, är en svensk företagsledare och riskkapitalist. Han är främst känd som VD och koncernchef för flygbolaget SAS 1981–1993.

## Biografi
Carlzon är son till kommissionär (på Länsstyrelsen) Gösta Karlsson (1908-1972) och Essie, född Jörgensen (1912-1992). Han blev civilekonom vid Handelshögskolan i Stockholm 1967 och var produktchef för Vingresor AB 1969–1971, marknadsdirektör Vingresor/Club 33 AB 1971–1973 samt VD där 1974–1978. Carlzon blev VD för Linjeflyg 1978 innan han den 18 september 1980 anställdes på SAS som vice VD och chef för flygverksamheten. Han blev VD och koncernchef där 1981. På SAS gjorde sig Carlzon känd för nytänkande med fokus på kunden och en platt organisation och han vände det förlusttyngda företaget till vinst. Han sammanfattade sina erfarenheter i den uppmärksammande boken Riv pyramiderna (1985), som har prisats av USA:s president Bill Clinton och används som kurslitteratur på Harvard Business School. Ledarfilosofin innebar ett paradigmskifte inom svenskt ledarskap. Medarbetarna började allt mindre betraktas som kugghjul i ett maskineri och mer som individuella krafter.
Han var styrelseledamot i Continental Airlines, Pronator AB, Enator AB, Förvaltnings AB Providentia, Radiosymfonikerna, Musikradions vänner, Saison Overseas Holdings BV, ordförande i SAS Service Partner, SAS International Hotels, SAS Leisure, medlem av IATA Executive Committee och president i svenska Young Presidents' Organization.
Carlzon lämnade SAS i november 1993 och grundade 1994 investeringsbolaget Ledstiernan AB där han var styrelseordförande fram till maj 2007. Han var vd för Transpool AB 1995–1997. Carlzon är en av grundarna till internethandeln CDON. Han var 1999-2006 ordförande för Svenska Tennisförbundet och styrelseledamot i Internationella Tennisförbundet samt var också tidigare [när?] ordförandeskapet i British Swedish Chamber of Commerce. Carlzon var mellan maj 2006 och juni 2010 styrelseordförande för Företagarna.
Carlzon är juris hedersdoktor vid Pepperdine University i Los Angeles, likaså vid Pacific Lutheran University i Tacoma. Han har även en liten roll i den svenska filmen Sällskapsresan II – Snowroller (1985) där han spelar servitör.
År 2021 kom uppföljaren till hans bokframgång Riv pyramiderna, den självbiografiska Se människan!, tillsammans med journalisten Nadia Dyberg. En personlig berättelse men också en spegling av en samhällsutvecklingen under nästan ett sekel. Den röda tråden är den livsfilosofi som gjorde Riv pyramiderna! revolutionerande: utgå alltid från människan. En grundtes är att lyssna istället för att prata.

## Privatliv
Jan Carlzon var i sitt första äktenskap gift med Agneta Wärn och är nu gift med Susanne Bourghardt Carlzon. Han har fem barn, tre i första äktenskapet och två i andra äktenskapet.